# NGC 5989
NGC 5989 (również PGC 55802 lub UGC 9985) – galaktyka spiralna (Sc), znajdująca się w gwiazdozbiorze Smoka. Odkrył ją William Herschel 25 maja 1788 roku.